# Antonia Bolingbroke-Kent
Antonia Bolingbroke-Kent (nacida el 29 de noviembre de 1978) es una escritora de viajes y locutora británica especializada en viajes en solitario por regiones remotas. Su último libro, Land of the Dawn-lit Mountains, fue preseleccionado para los premios Edward Stanford Travel Writing Awards 2018.

## Vida personal
Bolingbroke-Kent nació en Norfolk y se educó en la Wycombe Abbey School y en la Universidad de Edimburgo, donde se licenció en Historia Moderna. Es nieta del almirante Sir Walter Couchman KCB CVO DSO OBE.
Vive en Bristol con su novio Marley Burns.

## Carrera
En 2005, Bolingbroke-Kent dejó su trabajo en The South Bank Show para conducir un auto rickshaw de Bangkok a Brighton con su amiga Jo Huxster. Su viaje de 98 días y 12.561 millas les llevó a cruzar 12 países, entre ellos China, Kazajistán y Rusia. Al completar el viaje, recaudaron 50.000 libras esterlinas para la organización benéfica de salud mental Mind, y batieron el récord mundial Guinness del viaje más largo en auto-rickshaw. Posteriormente, la pareja recibió el premio Fun, Fearless Female Award de la revista Cosmopolitan. El cómico Stephen Fry lo calificó de "aventura valiente y maravillosa".
En 2013 Bolingbroke-Kent siguió los restos de la Ruta Ho Chi Minh a través de Vietnam, Laos y Camboya en una motocicleta Honda Cub. Esta fue su primera gran aventura en solitario. Un libro sobre este viaje, A Short Ride in the Jungle, fue publicado por Summersdale (Reino Unido) en 2014. La escritora de viajes irlandesa Dervla Murphy dijo que "disfrutó enormemente de cada página", y la revista Cosmopolitan lo describió como "una aventura asombrosa, en parte un diario de viaje, en parte un viaje fascinante lleno de adrenalina".
En 2016, Bolingbroke-Kent pasó tres meses explorando el remoto estado de Arunachal Pradesh, en el noreste de la India. Viajando a pie y en moto, pasó tiempo con las tribus Idu Mishmi, Adi y Monpa. El libro resultante, Land of the Dawn-lit Mountains, fue publicado por Simon & Schuster en el Reino Unido, Estados Unidos e India.
En 2019 recibió el premio Neville Shulman Challenge de la Royal Geographical Society y pasó dos meses explorando los territorios tribales Naga del noreste de la India y Myanmar.
Otros viajes de Bolingbroke-Kent incluyen la circunnavegación del Mar Negro, el recorrido en moto de la autopista del Pamir y el recorrido a pie de un tramo de la Ruta Transcaucásica de Georgia.
Es colaboradora habitual de publicaciones como The Telegraph, The Guardian, Wanderlust y Geographical. También ha grabado varios reportajes para el programa From our Own Correspondent de Radio 4.
En 2020 produjo y presentó un episodio del programa Costing the Earth de Radio 4, sobre la conservación comunitaria en Nagaland.
Bolingbroke-Kent ha hablado de sus viajes en la Royal Geographical Society, el Financial Times Festival, el Kendal Mountain Festival y el Cheltenham Festival.
Hasta 2018, Bolingbroke-Kent trabajó como productora de televisión independiente. Sus créditos incluyen World's Most Dangerous Roads (BBC2), Tom Hardy's Poaching Wars (ITV), Joanna Lumley's India (ITV) y Joanna Lumley's Silk Road Adventure (ITV).
También es cofundadora y directora de la empresa de viajes Silk Road Adventures.

## Libros
2007
Tuk tuk a la carretera: Dos chicas, tres ruedas, 12.500 millas. The Friday Project (Reino Unido).
2014
Paseo a escaso en la Jungla: Motociclismo el Ho Chi Minh Estela. Summersdale (Reino Unido).
2017
Tierra del Alborear-encendió Montañas: Un Viaje A través de India está Olvidado Frontera. Simon & Schuster (Reino Unido, EE. UU., India).